# ミヒャエル・ギーレン
ミヒャエル・ギーレン（Michael Gielen, 1927年7月20日 - 2019年3月8日）は、ドイツ生まれの指揮者、作曲家。

## 人物・来歴
ドレスデン生まれ。父ヨーゼフ・ギーレンはケルン生まれの舞台演出家。母ローザはユダヤ系。1940年、アルゼンチンに移住、ブエノスアイレスで哲学、ピアノ、音楽理論、作曲を学ぶ。このころカルロス・クライバーと知り合い、エーリヒ・クライバーの指揮するバッハの｢マタイ受難曲｣の通奏低音なども担当する。その後もザルツブルクなどでカラヤンのプローベなどを一緒に勉強する。
- 1950年、ヨーロッパに戻り、ウィーン国立歌劇場の練習指揮者。
- 1960年、ストックホルム王立歌劇場音楽監督。
- 1968年、ベルギー国立管弦楽団首席指揮者。
- 1977年-1987年、フランクフルト歌劇場芸術総監督。
- 1978年-1981年、BBC交響楽団首席客演指揮者。
- 1980年-1986年、シンシナティ交響楽団音楽監督。
- 1986年、（当時の）南西ドイツ放送交響楽団[1]の首席指揮者。（現在の）南西ドイツ放送交響楽団[1]およびフランクフルト歌劇場の名誉指揮者、ベルリン国立歌劇場の首席客演指揮者も務めた。同年テオドール・アドルノ賞受賞。
- 2010年、エルンスト・フォン・ジーメンス音楽賞受賞。
- 2014年10月、重度の視覚障害を理由に指揮活動からの引退を発表[2]。
- 2019年3月8日、オーストリア・モントゼーの自宅で死去[3]。91歳。

## 演奏について
現代音楽を得意とし、グスタフ・マーラーやアルノルト・シェーンベルクなど大編成の楽曲を精妙で色彩豊かなアンサンブルで聴かせる。何度か来日してNHK交響楽団にも客演し、マーラーの交響曲第6番と第7番を指揮している。晩年の録音には、ヘンスラー・レーベルから発売された、南西ドイツ放送交響楽団とのマーラーの交響曲全集があるが、その一部（第4番、第7番）はインターコード・レーベルからリリースされていた録音と同一のものである。アルノルト・シェーンベルクなど現代曲とのカップリングが独特である。